# Вила Паљијара-Морела (Алесандрија)
Вила Паљијара-Морела је насеље у Италији у округу Алесандрија, региону Пијемонт.
Према процени из 2011. у насељу је живело 251 становника. Насеље се налази на надморској висини од 173 м.